# Mahoma
Mahoma (en árabe: مُحَمَّد‎, romanizado: Muḥámmad; pronunciación en árabe: /mu'ħammad/ⓘ) (La Meca, c. 570-Medina, 8 de junio de 632 d. C.) fue un líder religioso, social y político árabe, así como el fundador del islam. Su nombre completo en árabe es أَبُو الْقَاسِمِ مُحَمَّدُ بْنُ عَبْدِ اللَّهِ بْنِ عَبْدِ الْمُطَّلِبِ الْهَاشِمِيُّ الْقُرَشِيُّ‎, Abū l-Qāsim Muḥammad ibn ‘Abd Allāh ibn ‘Abd al-Muṭṭalib al-Hāšim al-Qurayšī, que se hispaniza como «Mahoma» o bien como «Mohamed». 
Mahoma era miembro del clan de Háshim, de la tribu de los coraichitas. De acuerdo con la tradición musulmana, Alá (Dios) reveló a Mahoma los pasajes del Corán para guiar a la naciente comunidad musulmana (umma) en sus predicamentos. La religión que predicó Mahoma es llamada islam, que significa «sumisión a Dios», y su principio de fe fundamental es que existe un solo Dios y que Mahoma es el Mensajero de Dios. 
Mahoma era hijo de Abdullah ibn Abd al-Muttalib y Amina bint Wahb. Su padre, Abdullah, hijo del líder tribal coraichita Abd al-Muttálib ibn Hashim, murió alrededor de la fecha del nacimiento de Mahoma, y su madre Amina murió cuando Mahoma tenía seis años, quedando así huérfano a una temprana edad. Fue criado bajo el cuidado de su abuelo Abd al-Muttálib, y de su tío paterno, Abu Tálib. De acuerdo con la tradición, en años posteriores, Mahoma adoptó la costumbre de retirarse periódicamente a orar a una caverna en la montañas llamada la cueva de Hira. A la edad de 40 años, alrededor del 610 d. C., Mahoma reportó haber sido visitado por el arcángel Gabriel en la cueva y recibir su primera revelación de Dios. En 613, Mahoma empezó a predicar estas revelaciones públicamente, proclamando que «Dios es Uno», que la «sumisión» completa (islām) a Dios (Alá) es la forma correcta de vivir (dīn), y que él era un profeta y mensajero de Dios, similar a los otros profetas en el islam. 
Los seguidores de Mahoma fueron inicialmente poco numerosos y sufrieron hostilidades de parte de politeístas de La Meca durante 13 años. Para escapar la continua persecución, Mahoma envió a algunos de sus seguidores a Abisinia en 615, antes de que él mismo y sus seguidores migraran de La Meca a Medina (conocida en esos tiempos como Yazrib) en 622. Este evento, la Hégira, marca el comienzo del calendario musulmán. En Medina, Mahoma unió a las tribus bajo la constitución de Medina. En diciembre de 629, tras ocho años de combates intermitentes con las tribus mecanas, Mahoma reunió un ejército de 10 000 musulmanes conversos y marchó sobre la ciudad de La Meca. Encontraron poca oposición en esta toma y la ciudad fue capturada con poco derramamiento de sangre. En 632, unos meses después de retornar de la Peregrinación del adiós, enfermó y murió. Para el momento de su muerte, la mayor parte de la Península arábiga se había convertido al islam. 
Las revelaciones (ayat) que Mahoma reportó recibir hasta su muerte forman los versos del corán, considerado por los musulmanes como la «Palabra de Dios» textualmente, en la que se basa la religión. Además del corán, las enseñanzas y prácticas de Mahoma (sunna), que aparecen en reportes transmitidos (hadiz) y en su biografía (sīrah), también se usan como fuentes de ley islámica. 
La inmensa mayoría de musulmanes, incluyendo las principales corrientes del islam como el sunismo y el chiismo, considera a Mahoma como «el último de los profetas» o «sello de los profetas» (en árabe: خاتم النبيين‎, romanizado: jātim an-nabīyīn; o en árabe: خاتم الأنبياء‎, romanizado: jātim al-anbiyā), quien es la culminación de una larga cadena de mensajeros enviados por Dios para actualizar su mensaje, entre cuyos predecesores se cuentan Abraham, Moisés y Jesús de Nazaret. Sin embargo, para los ahmadíes, Mahoma es el último en entregar una ley religiosa a la humanidad, mas no el último profeta.
Es reconocido por los drusos como uno de sus profetas. El bahaísmo lo venera como uno de los profetas o «Manifestación de Dios», cuyas enseñanzas habrían sido actualizadas por las de Bahá'u'lláh, fundador de esta religión.

## Etimología
Mahoma provienen del árabe clásico محمد (vocalizado: مُحَمَّد, Muḥammad), participio pasivo del verbo حَمَّدَ (alabar, ḥammada),  derivado de la raíz triconsonántica ح-م-د (Ḥ-M-D) que significa alabar o loar, por lo tanto el nombre significa «el alabado», pasó al español a través del árabe andalusí Mahammad a Mahommad  y después al castellano como Mahoma. En lenguas como el francés evolucionó a Mahomet, en italiano a Maometto y en portugués a Maomé.

## Vida de Mahoma
Fuentes importantes sobre la vida de Mahoma pueden hallarse en obras históricas escritas por autores de los siglos II y III de la era de la Hégira (alrededor de los siglos VIII y IX d. C. respectivamente). Estas fuentes incluyen biografías musulmanas tradicionales de Mahoma (sīrah), que brindan detalles adicionales de su vida.
La más temprana de estas biografías es la Vida del Mensajero de Dios de Ibn Ishaq, escrita c. 767 d. C. (150 d. H). Si bien la obra original se perdió, esta sira sobrevive en la forma de fragmentos extensos en obras de Ibn Hisham y en un grado menor en obras de Al-Tabari. Sin embargo, Ibn Hisham escribió en el prefacio de su biografía de Mahoma que había omitido asuntos de la biografía de Ibn Ishaq que «afligirían a ciertas personas». Otra fuente histórica temprana es la historia de las campañas de Mahoma escrita por al-Waqidi (m. 130 d. H), y la obra del secretario de al-Waqidim Ibn Sa'd al-Baghdadi (m. 168 d. H). Gracias a estos esfuerzos biográficos tempranos, se sabe más de Mahoma que de casi cualquier otro fundador de una de las grandes religiones.
Muchos académicos y académicas aceptan estas biografías tempranas como auténticas. Sin embargo, la biografía de al'Waqidi ha sido ampliamente criticada por académicos islámicos por sus métodos, en particular su decisión de omitir sus fuentes. Estudios recientes han llevado a académicos a distinguir entre tradiciones relacionadas con asuntos legales y acontecimientos puramente históricos. En el grupo legal, las tradiciones podrían haber sido sujetas a inventos mientras que los acontecimientos históricos, aparte de casos excepcionales, pueden haber sido sujetos solamente a un «moldeo tendencioso». Otros académicos han criticado la confiabilidad de este método, sugiriendo que no se puede dividir claramente tradiciones entre categorías puramente legales e históricas. HIstoriadores occidentales describen que el propósito de estas biografías tempranas fue el de transmitir un mensaje, más que el de registrar de manera estricta y adecuada la historia.

### Vida anterior a la predicación

#### Nacimiento e infancia

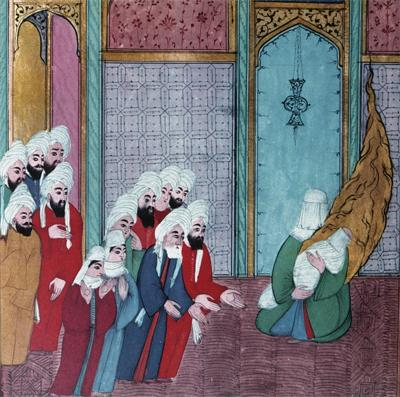
Mahoma en brazos de su madre (ambos velados) en una miniatura turca. El arte islámico no suele representar a Mahoma, y cuando lo ha hecho (en ilustraciones orientales medievales, principalmente) ha sido en la mayoría de los casos con el rostro velado.

Árabe de la tribu de Quraysh, nació en La Meca (مكة) alrededor del 570. La Meca se encuentra en la región de Hiyaz en la actual Arabia Saudí. Fue hijo póstumo de Abd Allah ibn Abd al-Muttalib, miembro del clan de los hachemíes.
La costumbre de los más honorables de la tribu de Quraysh era enviar a sus hijos con niñeras beduinas con el propósito de que crecieran libres y saludables en el desierto, para poder también robustecerse y aprender de los beduinos, que eran reconocidos por su honradez y la carencia de numerosos vicios, y Mahoma fue confiado a Bani S’ad.

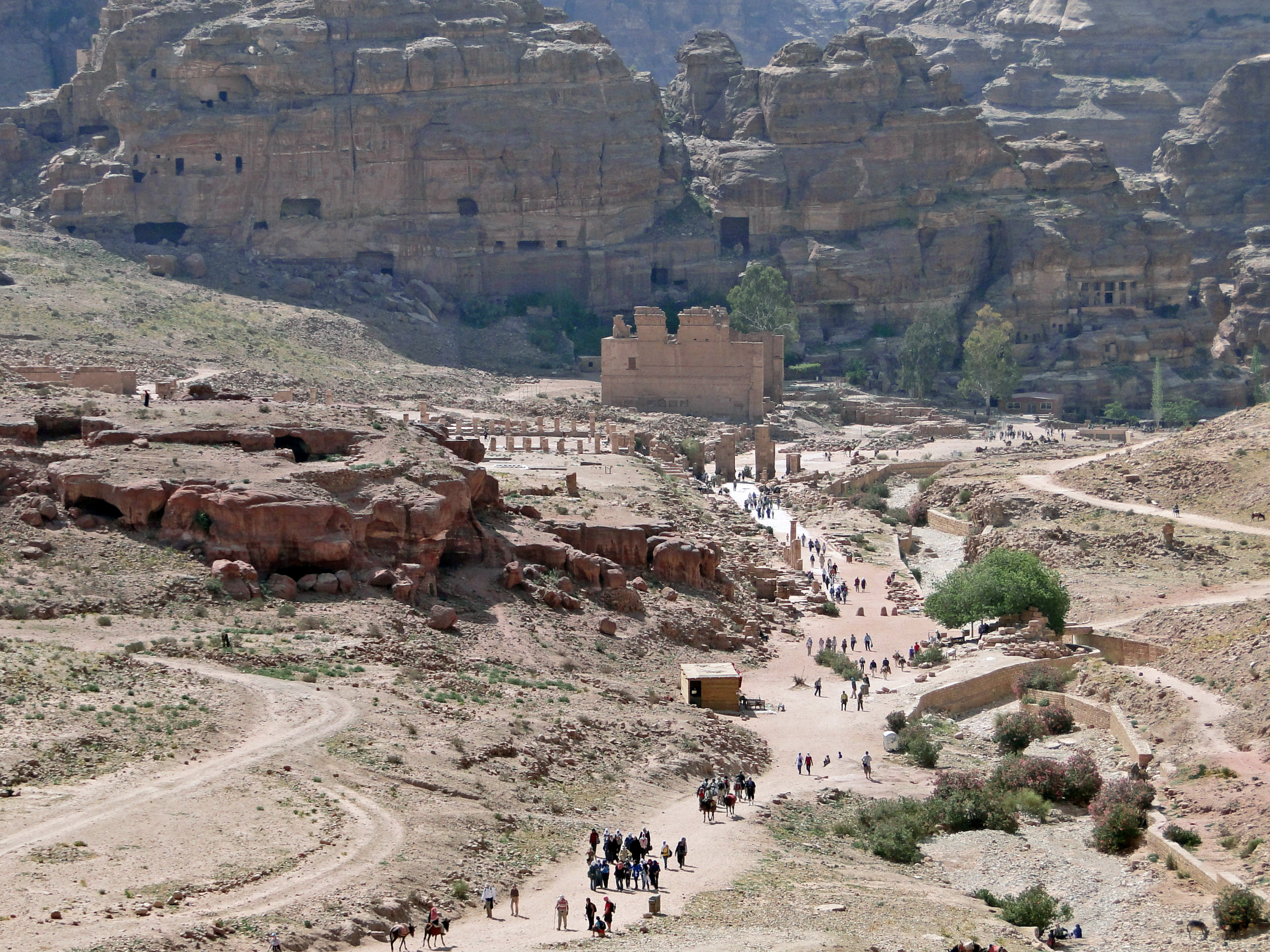
Petra inferior; según el investigador de historia y arqueología islámica Dan Gibson, este fue el lugar donde Mahoma recibió las primeras revelaciones y la primera alquibla fue Petra.Esta afirmación, sin embargo, ha sido fuertemente criticada.

#### Milagros
El primer milagro que se narra sobre Mahoma en la compilación de los hadices es que el arcángel Gabriel descendió y abrió su pecho para sacar su corazón. Extrajo un coágulo negro de este y dijo «Esta era la parte por donde Satán podría seducirte». Después lo lavó con agua del pozo de Zamzam en un recipiente de oro y devolvió el corazón a su sitio. Los niños y compañeros de juego con los que se encontraba corrieron hacia su nodriza y dijeron: «Mahoma ha sido asesinado»; todos se dirigieron a él pero descubrieron que estaba vivo. Los musulmanes ven este acontecimiento como una protección para que él se apartara desde su infancia de la adoración de los ídolos y probablemente la razón por la que fue devuelto a su madre.
Quedó huérfano a temprana edad y, debido a una costumbre árabe que dice que los hijos menores no pueden recibir la herencia de sus progenitores, no recibió ni la de su padre ni la de su madre.[cita requerida] Se dice que ella murió cuando él tenía seis años, por lo que fue acogido y educado primero por su abuelo Abd al-Muttálib y luego por su tío paterno Abu Tálib, un líder de la tribu Quraysh o coraichita, la más poderosa de La Meca, y padre de su primo y futuro califa Alí.

#### Encuentro con el monje Bahira
En aquella época La Meca era un centro comercial próspero, principalmente porque existían varios templos que contenían diferentes ídolos, lo cual atraía a un gran número de peregrinos. Mercaderes de diferentes tribus visitaban La Meca en la época del peregrinaje, cuando las guerras tribales estaban prohibidas y podían contar con un viaje seguro. En su adolescencia, Mahoma acompañó a su tío por sus viajes a Siria y otros lugares. Por tanto, pronto llegó a ser una persona con amplia experiencia en las costumbres de otras regiones.
A los doce años se dirigió a Bosra con su tío Abu Tálib y tuvieron un encuentro con un monje llamado Bahira. Algunos orientalistas dicen que esto demuestra que Mahoma aprendió de él los libros sagrados, pero los estudiosos musulmanes refutan esta opinión alegando que no pudo haber aprendido en la hora de la comida ese conocimiento y que además no se registra un segundo encuentro con este monje. En los hadices se narra que Bahira reconoció algunas señales de la profecía de Mahoma y le advirtió a su tío sobre llevarlo a Siria por temor de los judíos y romanos (en aquel entonces los bizantinos).

#### Matrimonio con Jadiya
Mahoma no tuvo un trabajo específico en su juventud, pero se ha reportado que trabajó como pastor para Bani Sad y en La Meca como asalariado. A la edad de 25 años, Mahoma trabajó como mercader en la ruta caravanera entre Damasco y La Meca a las órdenes de Jadiya, hija de Juwáylid (خديجة بنت خويلد), una rica comerciante viuda, a quien impresionó y le propuso matrimonio en el año 595. Ibn Ishaq presenta que la edad de Jadiya era de veintiocho años, y Al-Waqidi presenta cuarenta. Algunos dicen que al engendrar Jadiya dos varones y cuatro mujeres de Mahoma, hace que la opinión más fuerte sea la de Ibn Ishaq, pues es sabido que la mujer llega a la edad de la menopausia antes de los cincuenta años, a pesar de que estas informaciones no están establecidas en un hadiz sino que circularon entre los historiadores. Todos sus descendientes nacieron antes de que Mahoma recibiera la primera revelación. Sus hijos Al-Qásim y Abdullah murieron durante su infancia en La Meca. Sus cuatro hijas se llamaban Záinab, Ruqayyah, Umm Kulthum bint Muhammad y Fátima (la única en sobrevivir después de la muerte de Mahoma).

### Las primeras revelaciones

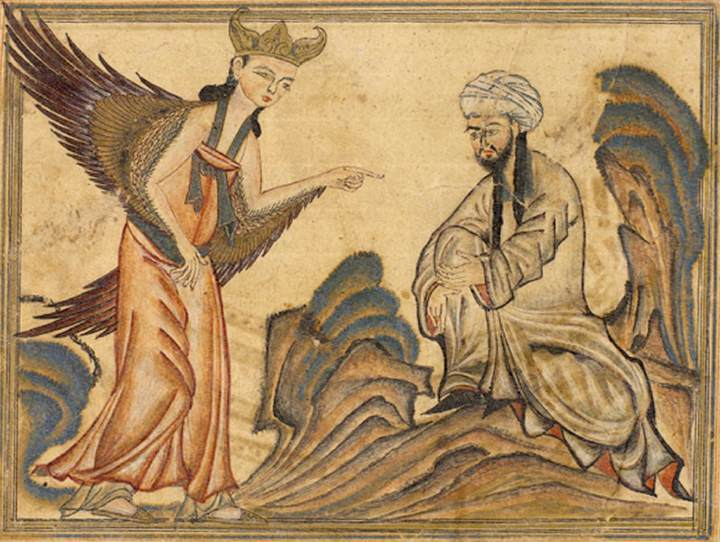
Mahoma recibiendo la revelación del ángel Gabriel en una miniatura iraní del. Aquí Mahoma aparece con el rostro descubierto, algo que no es habitual.

Mahoma era de carácter reflexivo y, cada vez más preocupado por las condiciones sociales de los mecanos, rutinariamente empezó a pasar noches orando y meditando en la cueva de Hira, cerca de La Meca. Los musulmanes creen que en 610 a los cuarenta años de edad, mientras meditaba, Mahoma tuvo una visión del arcángel Gabriel. Las primeras revelaciones hicieron que Mahoma tuviese miedo. Cuando Mahoma despertó de su visión, de acuerdo con la tradición, las palabras parecían talladas en su corazón y temió estar poseído, llegando incluso a considerar brevemente el suicidio, pero escuchó una voz de los cielos que le llamaba apóstol de Dios. Al regresar a su casa, Mahoma le contó a Jadiya lo que había pasado. Con la ayuda del primo cristiano de Jadiya, Waraka ibn Nawfal, quien interpretó la visión de Mahoma como una experiencia espiritual, Jadiya lo persuadió de tener fe en sí mismo y escuchar las revelaciones.Mahoma describió luego esta visita como un mandato para memorizar y recitar los versos enviados por Dios. 
Inicialmente, Mahoma solo le comunicó su mensaje a personas muy cercanas a él: Jadiya, su joven primo Ali ibn Abi Tálib, su hijo adoptivo Zayd ibn Harithah, y su amigo, el mercader Abu Bakr ibn Abi Quhafa. Unos años después, Mahoma llevó su mensaje a la gente de La Meca. Umar ibn al-Jattab y Uthmán ibn Affán fueron dos mecanos importantes en aceptar sus enseñanzas en esta época, si bien se dice que fueron los jóvenes menos pudientes quienes más escucharon su mensaje.
Durante su vida, Mahoma confió la conservación de la palabra de Dios (Allah الله), trasmitida por Gabriel (Yibril, جبريل), a la retentiva de los memoriones, quienes la memorizaban recitándola incansablemente que después de su muerte serían recopilados por escrito en el Corán debido a la primordial importancia de conservar el mensaje original en toda su pureza, sin el menor cambio ni de fondo ni de forma. Para ello emplearon materiales como las escápulas de camello, sobre las que grababan los versículos del Corán. El arcángel Gabriel le indicó que había sido elegido como el último de los profetas y como tal predicó la palabra de Dios sobre la base de un estricto monoteísmo, prediciendo el Día del Juicio Final.
De acuerdo con el Corán y las narraciones, Mahoma era analfabeto (ummi), hecho que la tradición musulmana considera una prueba que autentifica al Corán (Al-Qur'ān, القران), libro sagrado de los musulmanes, como portador de la verdad revelada. Sin embargo, hay al menos dos hadices que muestran que Mahoma no era analfabeto. ‘Abdullah bin ‘Abbâs dijo: «La enfermedad del Profeta empeoró un jueves». Entonces el Profeta dijo: «Traedme algo para escribir que os redactaré un escrito y no os perderéis después de ello».
Al-Bara' dijo: «Así el Mensajero de Alá, tomó el documento, y aunque no podía escribir bien escribió: “Esto es lo que Muhammad ibn 'Abdullah concluye...”» (Esto sucedió durante las negociaciones del tratado de Hudaybiyyah).

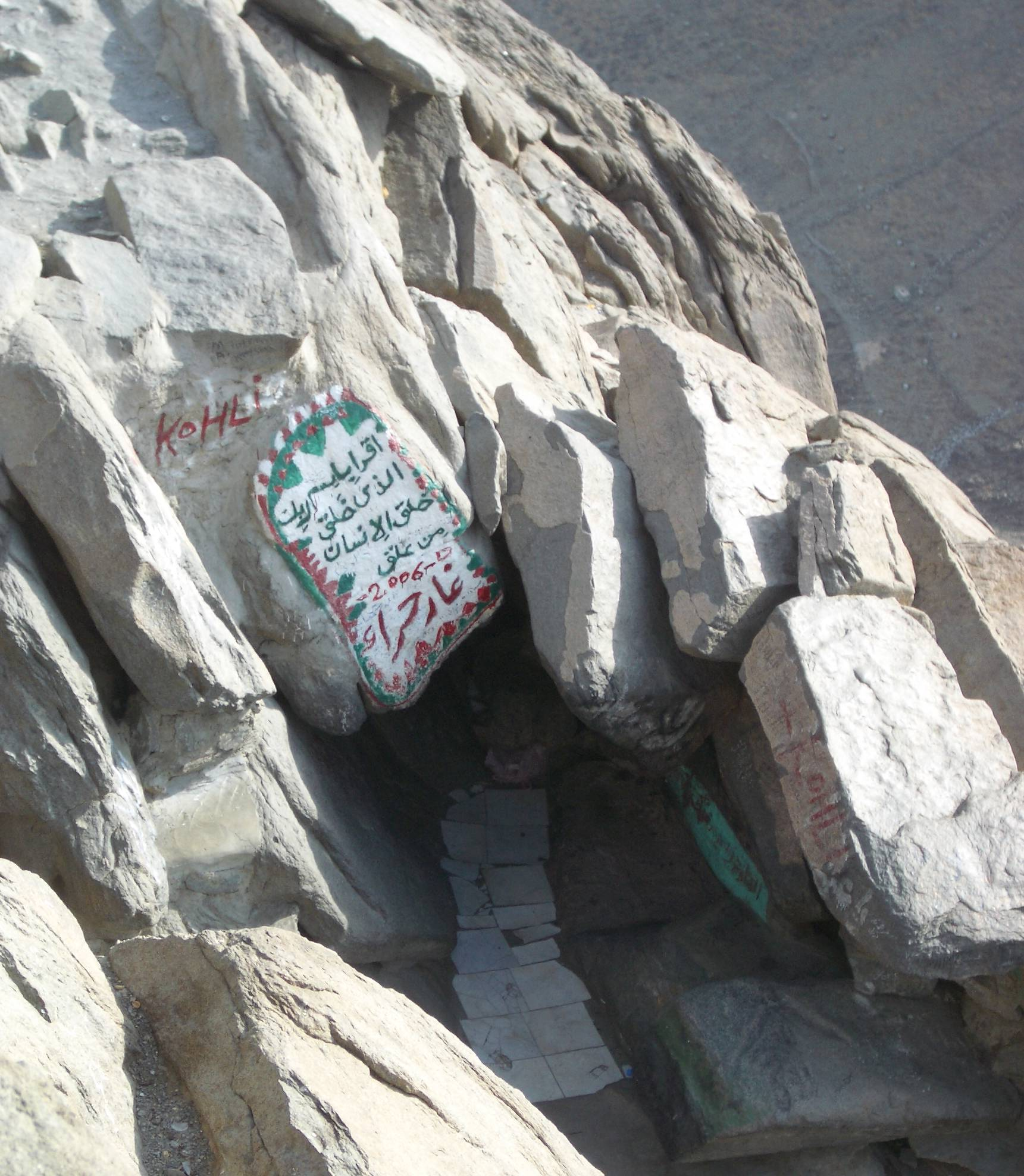
Esta es la cueva de Hira donde dijo Mahoma que se le apareció el ángel Gabriel.

### Rechazo

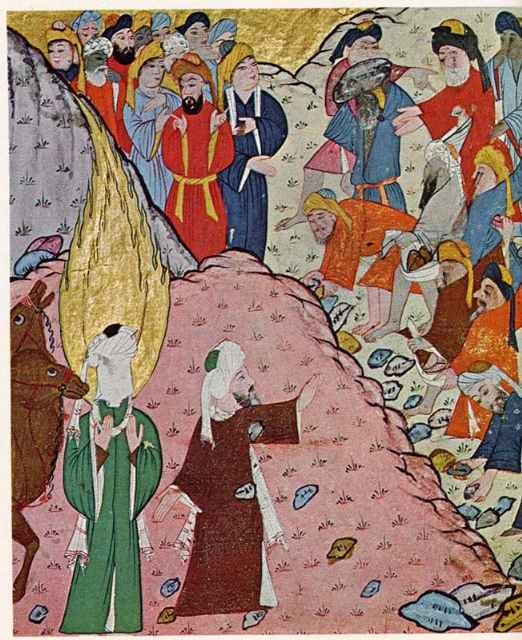
Mahoma es defendido por su suegro Abu Bakr. Miniatura turca del.

A medida que los seguidores de Mahoma comenzaban a aumentar en número, su acción crítica con el politeísmo lo convirtió en una amenaza para los jefes de las tribus locales. La riqueza de estas tribus se basaba en la Kaaba, el recinto sagrado de los ídolos de los árabes y el punto principal religioso de La Meca. Si rechazaban a dichos ídolos, tal como Mahoma predicaba, no habría peregrinos hacia La Meca, ni comercio, ni riqueza. El repudio al politeísmo que denunciaba Mahoma era particularmente ofensivo a su propia tribu, la qurayshí, por cuanto ellos eran los guardianes de la Kaaba. Es por esto que Mahoma y sus seguidores se vieron perseguidos.[cita requerida]
Según la tradición islámica, los mecanos hicieron planes para matarlo. Mahoma supo que tendría que abandonar La Meca cuando, aproximadamente en el año 619 fallecieron Jadiya, la esposa de Mahoma, y su tío Abu Tálib, no quedando pues nadie que pudiera ofrecerle la protección y el apoyo moral que necesitaba. Este año se conoce como el «año de la tristeza». El clan al que pertenecía Mahoma lo repudió y sus seguidores sufrieron hambre y persecución.

### Isra y Mirach
En el año 620 DC, según relata el hadiz Mahoma hizo un viaje en una noche que es conocido como Isra y Miraŷ. Isra es la palabra en árabe que se refiere a un viaje milagroso desde La Meca a Jerusalén, específicamente al lugar conocido como Masyid al-Aqsa. Isra fue seguida por el Mi'rāŷ, su ascensión al Cielo, donde según el hadiz recorrió los siete cielos y se comunicó con profetas que le precedieron, como Abraham, Moisés o Jesús.

### La Hégira
La vida de la pequeña comunidad musulmana en La Meca no solo era difícil, sino también peligrosa. Las tradiciones árabes afirman que hubo varios atentados contra la vida de Mahoma.[cita requerida] Entretanto, la gente de la ciudad de Yazrib (la actual Medina), un gran oasis agrícola donde había seguidores suyos, decidió invitarlo como juez y árbitro, y Mahoma inmediatamente aprovechó la oportunidad para abandonar La Meca. Finalmente decidió trasladarse en el 622, enviando a sus seguidores adelante y siguiéndolos en secreto junto con Abu Bakr como su acompañante. Rompiendo sus vínculos con las lealtades tribales y familiares, Mahoma demostraba que estos vínculos eran insignificantes comparados con su compromiso con el islam, una idea revolucionaria en la sociedad tribal de Arabia. Esta migración a Medina marca el principio del año en el calendario islámico. El calendario islámico cuenta las fechas a partir de la Hégira (هجرة), razón por la cual las fechas islámicas llevan el prefijo AH (año de la Hégira). Para los musulmanes, marca el alba de la «era del islam», en comparación con los tiempos preislámicos, que llaman «era de la ignorancia» (yahilíyyah).
Mahoma llegó a Medina como un mediador, invitado a resolver querellas entre los bandos árabes de Aws y Khazraj. Logró este fin absorbiendo a ambas facciones en la comunidad musulmana y prohibiendo el derramamiento de sangre entre los musulmanes. Mahoma ejercía ahora el liderazgo de una comunidad basada no en lazos tribales sino en una fe compartida en Un Solo Dios. Pronto Yazrib empezó a ser conocida como Medinat al-nabi (la ciudad del Profeta) o simplemente Medina. Los mecanos que emigraron junto con Mahoma fueron conocidos como Al-Muhaŷirun, y los medineses que los acogieron y ayudaron fueron conocidos como los Ansar. Sin embargo, Medina era también el lugar donde vivían varias tribus judías. Mahoma esperaba que, como monoteístas, estas tribus lo reconocieran como profeta, e incluso antes de su llegada a Medina afirmaba que también adoraba al Dios de Moisés y de Jesús, y se giraba a orar en dirección a Jerusalén, a donde había sido llevado en su viaje espiritual nocturno. Sin embargo, los judíos de Medina rechazaron sus enseñanzas. Algunos académicos afirman que Mahoma abandonó la esperanza de ser reconocido como profeta por todas las tribus judías, y decidió distinguir su comunidad de la de ellos, y la alquibla, es decir, la dirección en la que rezan los musulmanes, fue cambiada del antiguo templo de Jerusalén a la Kaaba en el año 624 .
Mahoma emitió un documento que se conoce como La Constitución de Medina (en 622-623), en la cual se especifican los términos en que otras facciones, particularmente los judíos, podían vivir dentro del nuevo estado islámico. De acuerdo con este sistema, a los judíos y cristianos les era permitido mantener su religión mediante el pago de un tributo: Ŷizya o ŷizyah (no así a los practicantes de religiones consideradas paganas). Este sistema vendría a tipificar la relación entre los musulmanes y los dhimmis, y esta tradición es la razón de la relativa estabilidad que normalmente existía en los califatos árabes. La principal tribu judía de Medina (Banu Qurayza o Banu Nadir) no fue citada por La Constitución de Medina debido a su traición, posterior desintegración y retirada de La Carta de Medina.
Luego, Mahoma libró una serie de batallas contra los mecanos así como contra los judíos de Medina, hasta que finalmente el islam se afianzó firmemente en la ciudad, donde Mahoma estableció su hogar.

### La guerra

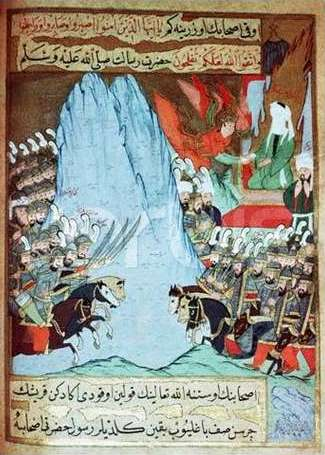
Mahoma recibe una revelación durante una batalla. Manuscrito oriental medieval.

Las relaciones entre La Meca y Medina se deterioraron rápidamente. Todas las propiedades de los musulmanes en La Meca fueron confiscadas,[cita requerida] mientras que en Medina Mahoma lograba alianzas con las tribus vecinas.
Los seguidores de Mahoma comenzaron a asaltar las caravanas que se dirigían a La Meca. En marzo de 624, Mahoma condujo a trescientos guerreros en un asalto a una caravana de mercaderes que se dirigía a La Meca. Los integrantes de la caravana lograron esquivar el ataque cambiando la ruta habitual por otra más cercana a la costa, gracias a cierta información que le llegó a Abu Sufyan ibn Harb, el jefe de la caravana. Posteriormente los jefes de Meca decidieron dirigir una represalia contra los musulmanes,[cita requerida] enviando un pequeño ejército a invadir Medina. El 15 de marzo de 624 , en un lugar llamado Badr, ambos bandos chocaron. Si bien los seguidores de Mahoma eran numéricamente tres veces inferiores a sus enemigos (trescientos contra mil), los musulmanes ganaron la batalla. Este fue el primero de una serie de logros militares por parte de los musulmanes.

### El dominio de Mahoma se consolida
Para los musulmanes, la victoria de Badr resultaba una ratificación divina de que Mahoma era un legítimo profeta. Después de la victoria, y una vez que el clan judío de Banu Qainuqa fue expulsado de Medina, la mayoría de los ciudadanos de este lugar adoptaron la fe musulmana[cita requerida] mientras que algunos conservaron su antigua fe monoteísta anterior al islam y Mahoma se estableció como el regente de la ciudad.
Después de la muerte de su esposa, Mahoma contrajo matrimonio con Aisha, la hija de su amigo Abu Bakr (quien posteriormente se convertiría en el líder de los musulmanes tras la muerte de Mahoma). En Medina también se casó con Hafsah, hija de Úmar (quien luego sería el sucesor de Abu Bakr). Estos casamientos sellarían las alianzas entre Mahoma y sus principales seguidores.
La hija de Mahoma, Fátima, se casó con Ali, primo de Mahoma. Otra hija, Ruqayyah, contrajo matrimonio con Uthmán pero ella falleció y después Uthmán se casó con su hermana Umm Kulthum. Estos hombres surgirán en los años subsiguientes como los sucesores de Mahoma (califas) y líderes políticos de los musulmanes. Por tanto, los cuatro primeros califas estaban vinculados a Mahoma por los diferentes matrimonios. Los musulmanes consideran a estos califas como los rāshidūn (الخلفاء الراشدون), que significa «guiados».

### Continúa la guerra

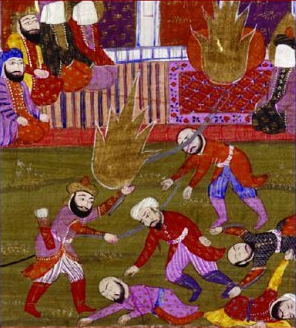
Detalle de la miniatura El Profeta, Ali, y sus compañeros en la Matanza de prisioneros de la tribu judía Banu Qurayza, ilustración de un texto del de Muhammad Rafi Bazil.

En 625 un jefe de La Meca, Abu Sufyan, marchó contra Medina con 3000 hombres. En la batalla de Uhud que se libró el 23 de marzo, no salió victorioso ninguno de los dos bandos. El ejército de La Meca afirmó haber ganado la batalla, pero quedó demasiado diezmado como para perseguir a los musulmanes de Medina y ocupar la ciudad.
En abril de 627, Abu Sufyán emprendió otro ataque contra Medina, pero Mahoma había cavado trincheras alrededor de la ciudad y pudo defenderla exitosamente en lo que se conoce como la batalla de la Trinchera. En esta batalla, la tribu judía de Banu Qurayza se había aliado con el ejército de La Meca, por lo que los musulmanes emprendieron guerra contra ellos, derrotándolos.
Tras la victoria de la batalla de las Trincheras, los musulmanes expandieron su influencia a través de conversiones o conquistas de varias ciudades y tribus, aplicando el mismo concepto bélico de Yihad.

### La conquista de La Meca

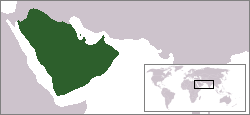
Antes de su muerte en 632, Mahoma había consolidado su dominio sobre la península de Arabia.

En el año 628, la posición de Mahoma era lo suficientemente fuerte para decidir su retorno a La Meca, esta vez como un peregrino. En marzo de ese año, se dirigió a La Meca seguido de 1600 hombres. Después de diversas negociaciones, se firmó un tratado en un pueblo cercano a La Meca llamado al-Hudaybiyyah. Si bien a Mahoma no se le permitió ese año entrar en La Meca, las hostilidades cesaron y a los musulmanes se les autorizó el acceso a la ciudad en el año siguiente. El tratado duró solo dos años, ya que en 630 Mahoma lo rompió. Mahoma marchó hacia esa ciudad con un ejército de más de 10 000 hombres y la conquistó sin encontrar resistencia Mahoma amnistió a los habitantes de la ciudad salvo a quienes lo habían injuriado y a los musulmanes apóstatas. Mandó matar a éstos “incluso si eran hallados bajo las cortinas de la Kaaba”.[cita requerida] Muchos habitantes se convirtieron al islam. Mahoma destruyó los 360 ídolos colocados alrededor de la Kaaba e hizo borrar las pinturas paganas de sus muros interiores, aunque preservó las de Jesús y la Virgen María. Asimismo, prohibió a los no musulmanes peregrinar a La Meca, convirtiéndola así en el lugar sagrado del islam y principal sitio de peregrinaje de la nueva religión. A pesar de que Mahoma no estuvo presente en el asalto a la ciudad, administraba la quinta parte del botín para repartirlo entre los más necesitados. Los cuatro quintos restantes pertenecían siempre a los combatientes. Cobró un rescate 45 onzas de plata por cada prisionero, rescate que fue repartido entre los necesitados. Mahoma no llegó nunca a saciarse de comida alguna, en su casa no había sino lo necesario para pasar el día y para los invitados que a ella acudían.
La capitulación de La Meca y la derrota de las tribus enemigas en Hunayn permitió a Mahoma imponer su dominio sobre toda Arabia. Sin embargo, Mahoma no formó ningún gobierno, sino que prefirió gobernar a través de las relaciones personales y los tratados con las diferentes tribus.

### La vida familiar de Mahoma
Desde 595 hasta 619, Mahoma estuvo casado con Jadiya, una rica mujer de La Meca que contaba veintisiete años (cuarenta según otras fuentes) cuando se casó.
Después de su muerte contrajo matrimonio con Sawdah, y al poco tiempo con Aisha, hija de Abu Bakr —quien posteriormente sucedería a Mahoma—. Según algunos hadices, Aisha tenía seis años de edad cuando fue prometida al profeta, que tenía cincuenta y cuatro, aunque el matrimonio se consumó cuando ella tenía nueve años. Hay, sin embargo, estudiosos musulmanes del siglo XX que creen que dichos datos son erróneos y que Aisha era considerablemente mayor. Pese a estas reinterpretaciones modernas de los hadiths que adjudicarían a Aisha una edad más madura, una gran parte de los musulmanes siguen aceptando actualmente las interpretaciones tradicionales. Esto último ha sido utilizado por críticos del islam, como Ibn Warraq, para sostener que los matrimonios infantiles que se siguen practicando en la actualidad en los países islámicos encuentran un argumento favorable en estos posibles relatos del hadith.
Más tarde se casó con Hafsa, con Záynab bint Yahsh (quien fue esposa menos de un año de su hijo adoptivo Zayd, del cual se divorció), Ramlah, hija de un líder que combatió a Mahoma, y con Umm Salama, viuda de un combatiente musulmán.
También se casó[cita requerida] con una cristiana de nombre Maríyah al-Qibtíyah (Maríyah, la copta), tuvo otro hijo con ella después de mudarse a Medina. Ese séptimo y último hijo se llamaba Ibrahim ibn Muhammad. Al igual que sus hermanos varones, Ibrahim falleció en su niñez; se dice que murió a los 17 o 18 meses de edad. Una de las sunas o hadices, la 153 del Libro 18 de los Eclipses Archivado el 4 de octubre de 2021 en Wayback Machine., narra que el sol se eclipsó el día en el que Ibrahim murió aunque Mahoma recuerda que un eclipse de Sol no es señal de la muerte (ni del nacimiento) de alguien. Ibrahim es el mismo nombre que el del patriarca de judíos y cristianos (y musulmanes), Abraham, del cual una de las sunas o hadices, la 314 del Libro 1 Musulmán de Fe, narra que fue encontrado por Mahoma en el séptimo cielo durante su viaje por los cielos, e Ibrahim es el nombre del séptimo hijo de Mahoma.
Se casó con una judía de nombre Safiyya bint Huyayy. Tuvo varias otras esposas, de número impreciso entre estas nueve reseñadas, que afirman casi todos los expertos como seguras, y las más de veinte que algunos le estiman. Algunas de estas mujeres eran esposas de seguidores de Mahoma muertos en batalla, mientras que otras eran hijas de sus aliados.
Mahoma prescribió un máximo de cuatro esposas por musulmán, por lo que su casamiento con al menos nueve mujeres constituye la única excepción dentro de la fe que se estaba desarrollando, hasta la venida de la azora An-Nisa en el año 628 d. C. que sentaría las bases legales del matrimonio, divorcio, herencia y orfandad.

#### Lista
- Jadiya bint Juwáylid
- Sawda bint Zamʿa
- Aisha bint Abi Bakr
- Hafsa bint Umar
- Zaynab bint Khuzayma
- Hind bint Abi Umayya
- Zaynab bint Jahsh
- Juwayriyya bint al-Harith
- Rayhana bint Zayd
- Safiyya bint Huyayy
- Ramla bint Abi Sufyan
- Mariya al-Qibtiyya
- Maymuna bint al-Harith

### La muerte de Mahoma

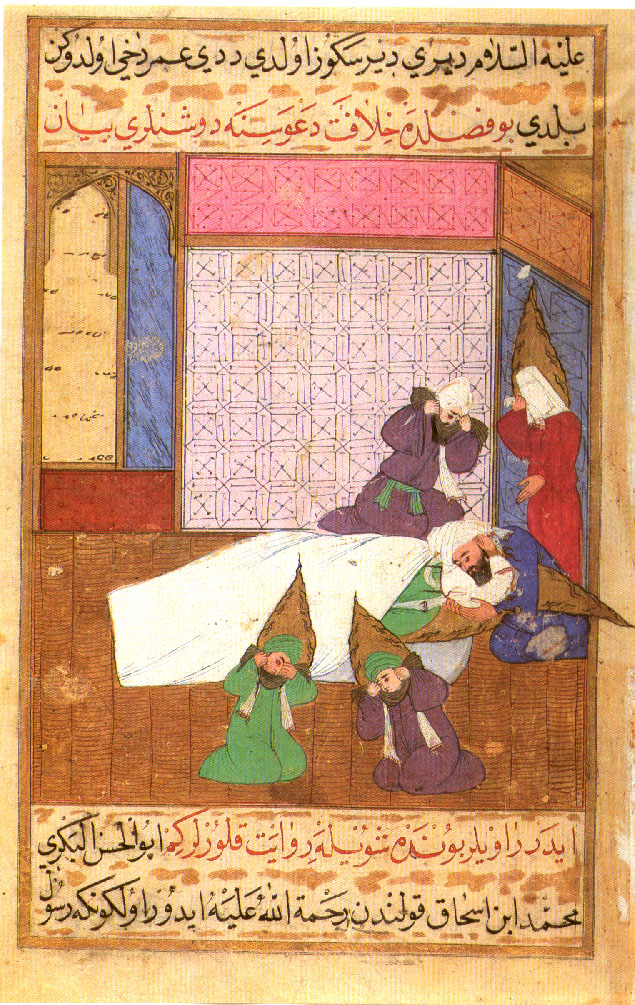
Muerte de Mahoma en el Siyer-i Nebi de 1596.

Alrededor del año 632 d. C., Mahoma, habiendo establecido su autoridad sobre la Península arábiga, hizo la peregrinación del hach hasta La Meca, circunvalando la Kaaba, y estableciendo así el ritual del hach que los musulmanes practican hasta la actualidad. Esta peregrinación es recordada como la Peregrinación del adiós.
Pocos días después de regresar de su peregrinación, y después de una corta enfermedad, Mahoma falleció el 8 de junio de 632 en la casa de Aisha, en la ciudad de Medina, a la edad de sesenta y tres años, siendo enterrado allí mismo. La dolencia es tradicionalmente atribuida a la ingestión de una pieza de carne envenenada. Esto se produjo tres años antes de su muerte, tras la caída y represión de los líderes de Jáibar frente a las tropas islámicas.
Abu Bakr, el padre de Aisha, la tercera esposa de Mahoma, fue elegido por los líderes de la comunidad musulmana como el sucesor de Mahoma, pues este era su favorito. Cualesquiera que hayan sido los hechos, lo cierto es que Abu Bakr se convirtió en el nuevo líder del islam. La mayor parte de su corto reinado la pasó combatiendo tribus rebeldes en lo que se conoce como las Guerras Ridda.
A la fecha de la muerte de Mahoma, había unificado toda la península arábiga y expandido la religión islámica en esta región, así como en parte de Siria y Palestina.
Posteriormente los sucesores de Mahoma extendieron el dominio del imperio árabe a Palestina, Siria, Mesopotamia, Persia, Egipto, el norte de África y al-Ándalus.

### Descendientes de Mahoma
A Mahoma le sobrevivieron su hija Fátima y los hijos de esta (Hasan y Husáin) y también su última esposa, Aisha. Los chiíes afirman que el esposo de Fátima, Alí y sus descendientes, son los verdaderos líderes del islam. Los suníes no aceptan esta afirmación, si bien respetan a los descendientes de Mahoma.
Los descendientes de Mahoma son conocidos por diferentes nombres, tales como sayyid y sharif. Muchos líderes y nobles de los países musulmanes, actuales y pasados, afirman ser descendientes de Mahoma con variables grados de credibilidad, tales como la dinastía fatimí del norte de África, los idrisíes, la actual familia real de Marruecos y Jordania y los imanes ismaelitas que usan el título de Aga Jan.

## Significado histórico de Mahoma

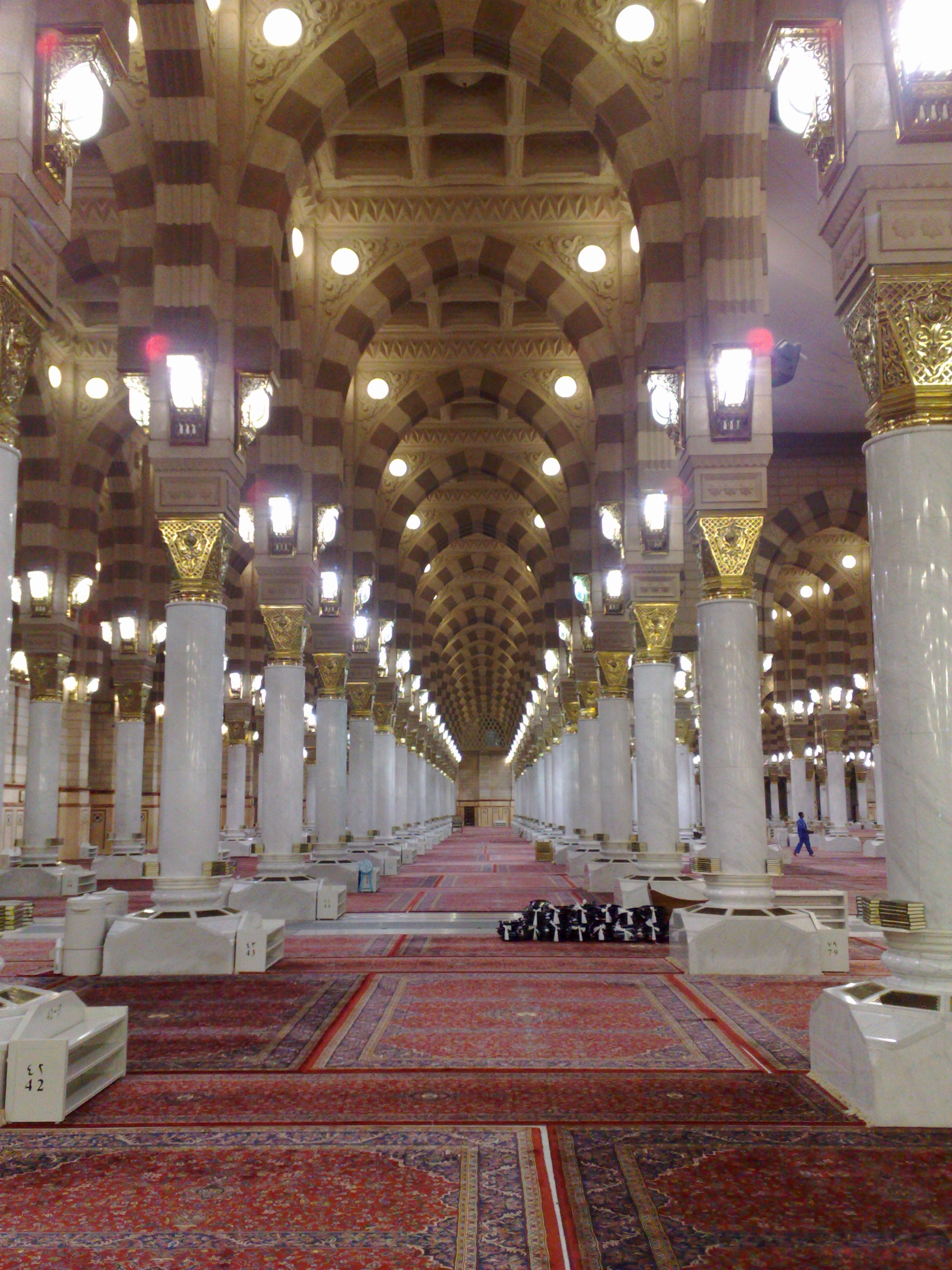
Masjid al-Nabawi, en Medina. En esta mezquita se encuentra la tumba de Mahoma y de los dos primeros califas, Abu Bakr y Úmar ibn al-Jattab.

Antes de su muerte en 632, Mahoma había establecido al islam como una fuerza social, militar y religiosa y había unificado Arabia. Algunas décadas después de su muerte, sus sucesores conquistaron Persia, Egipto, Palestina, Siria, Armenia y gran parte del norte de África, y cercaron dos veces Constantinopla, aunque no pudieron hacerse con ella, lo que les impidió avanzar hacia el este de Europa.
Entre 711 y 716 comienza la lucha por la conquista árabe, de casi ocho siglos, de la península ibérica, y en 732, cien años después de la muerte de Mahoma, el avance árabe en la conquista de Europa Occidental es detenido en el corazón de Francia en la batalla de Poitiers.
Bajo los gaznavíes, el islam se extendió en el siglo X a los principales Estados hindúes al este del río Indo, en lo que es actualmente el norte de la India. La expansión del islam continuó sin invasiones militares por diversas regiones de África y del sudeste de Asia. El islam cuenta actualmente con más de mil seiscientos millones de seguidores, siendo la segunda mayor religión del mundo, después del cristianismo. No obstante, el número de fieles es difícil de determinar, ya que según la ley islámica la apostasía debe ser castigada con la muerte. Este hecho puede inhibir a aquellos que manifiestan su identidad religiosa en zonas de mayoría musulmana.

## Veneración por Mahoma
Los musulmanes profesan amor y veneración por Mahoma:
- Al hablar de Mahoma, la alusión se acompaña de títulos como el de Profeta y su nombre es seguido de bendiciones hacia él y, en el caso de los chiíes, a su familia con la fórmula "bendígale Dios y le dé su paz" (sal-la allahu 'alaihi (wa alihi) wa sal-lam صلّى الله عليه (و آله) وسلّم) o "la paz y la oración estén con él" (alaihi as-salatu wa-s-salam عليه الصلاة والسلام).
- Existe mucha música musulmana en veneración a Mahoma, especialmente la música devota de los sufíes.
- Algunos musulmanes celebran el nacimiento de Mahoma con grandes festividades, aunque no es una tradición extendida y muchos consideran que se trata de una innovación contraria al espíritu del islam y a los preceptos coránicos.
- Aparte de las historias canónicas del Hadiz, compilación de dichos sobre la vida de Mahoma y sus compañeros, escritas aproximadamente dos siglos tras su muerte Al Muwatta y Sahih al-Bujari, existen innumerables relatos acerca de su nacimiento y vida.

## Imágenes de Mahoma

Nombre de Mahoma en lengua árabe. Las representaciones escritas son una alternativa para grupos que se niegan a la realización de ilustraciones de Mahoma.

El Corán no prohíbe explícitamente las imágenes de Mahoma pero hay unos pocos hadices (tradiciones complementarias) que han prohibido directamente a los musulmanes crear representaciones visuales de figuras humanas en cualquier circunstancia. La mayoría de los musulmanes sunníes contemporáneos creen que las imágenes visuales de los profetas en general deberían prohibirse, y muy especialmente las imágenes de Mahoma. El concepto clave es que el islam considera que el uso de imágenes fomenta la idolatría, porque la imagen tiende a volverse más importante que el concepto que representa. En el arte islámico Mahoma suele aparecer con el rostro cubierto por un velo, o simbólicamente representado como una llama, sin embargo otras imágenes, especialmente de Persia o realizadas durante el gobierno del Imperio otomano, entre otros ejemplos, lo muestran por completo.
La perspectiva islámica es diversa y algunos musulmanes mantienen una visión más flexible. Algunos, especialmente los chiíes de Irán, aceptan las imágenes respetuosas, y utilizan ilustraciones de Mahoma en libros y decoración arquitectónica, como los sunníes en varios momentos y lugares del pasado, aunque estos últimos actualmente tienden hacia posturas iconoclastas y al rechazo de cualquier imagen de Mahoma, incluyendo las creadas y publicadas por no musulmanes.
Desde el siglo VII, el nombre del profeta del islam ha conocido varios estereotipos. Muchas fuentes mencionan estereotipos exagerados y a veces equivocados. Estos estereotipos nacen en Oriente, pero serán adoptados o desarrollados en las culturas occidentales. En estas referencias, se desempeñan un papel principal en la introducción de Mahoma y su religión en Occidente como el falso profeta, príncipe sarraceno, deidad de sarracenos, la bestia bíblica, cismático del cristianismo, una criatura satánica, el autor del Corán y el Anticristo.

## Objetos atribuidos a Mahoma
En el Pabellón del Santo Manto y las Reliquias Sagradas, del Palacio de Topkapi, en Estambul, se exhiben objetos que habrían pertenecido a Mahoma, como el Santo Manto, el arco y la espada del profeta, tierra de la tumba de Mahoma y una huella de su pie enmarcada en bronce, así como un pelo de su barba y el relicario donde se conserva uno de sus dientes.

## Cronología
| Cronología de Mahoma Fechas y lugares importantes en la vida de Mahoma \| c. 570 570 576 578 c. 583 c. 595 610 c. 610 c. 613 c. 614 c. 615 616 c. 618 619 c. 620 622 c. 622 622 c. 622 c. 623 624 c. 624 625 c. 625 626 c. 627 627 c. 627 c. 627 628 c. 628 628 629 630 c. 630 c. 630 630 c. 631 c. 632 632 c. 632 c. 632 \| Posible nacimiento (20 de abril) en La Meca Fin de la antigua alta cultura del Sur de Arabia Fallido ataque abisinio sobre La Meca Muere su madre Muere su abuelo Comienza sus viajes comerciales: Siria Conoce a Jadiya, con quien se casa Según las fuentes "Recibe un mensaje": La Meca Se presenta como profeta del islam: La Meca Comienza a predicar: La Meca Empieza a tener seguidores: La Meca Emigración de los musulmanes: Abisinia Comienza el boicot de Banu Háshim Guerra Civil de Medina: Medina Acaba el boicot de Banu Háshim Convierte a tribus al islam: Medina Dirige Yathrib, la ciudad de Medina Predica contra el panteón de la Ka'aba: La Meca Habitantes de La Meca atacan a Mahoma Confederación de musulmanes y otros clanes Constitución de Medina Batalla de Badr (Quraysh): Badr Los musulmanes vencen contra Quraysh: La Meca Los habitantes de La Meca derrotan a Mahoma: Batalla de Uhud Expulsión de la tribu judía de Banu Nadir Ataca Dumat al-Jandal: Siria Fallido asedio de sus oponentes: Medina Batalla de la Trinchera Destrucción de Banu Qurayza Subyugación de Bani Kalb: Dumat al-Jandal Une al islam: Medina Tratado de Hudaybiyyah Los musulmanes acceden al santuario de La Meca Conquista del oasis judío: Jáibar Primera peregrinación hach Fracasa ataque a Bizancio: Mu'ta Ataque y toma de La Meca Batalla de Hunayn Asedio de al-Ta'if Conquista de La Meca Somete a las tribus de la península arábiga Ataque a los Gasánidas: Tabuk Peregrinación hach de despedida Fallece (8 de junio): Medina Rebelión de tribus a lo largo de Arabia Abu Bakr (califa) restablece el orden \| | |
| c. 570 570 576 578 c. 583 c. 595 610 c. 610 c. 613 c. 614 c. 615 616 c. 618 619 c. 620 622 c. 622 622 c. 622 c. 623 624 c. 624 625 c. 625 626 c. 627 627 c. 627 c. 627 628 c. 628 628 629 630 c. 630 c. 630 630 c. 631 c. 632 632 c. 632 c. 632 | Posible nacimiento (20 de abril) en La Meca Fin de la antigua alta cultura del Sur de Arabia Fallido ataque abisinio sobre La Meca Muere su madre Muere su abuelo Comienza sus viajes comerciales: Siria Conoce a Jadiya, con quien se casa Según las fuentes "Recibe un mensaje": La Meca Se presenta como profeta del islam: La Meca Comienza a predicar: La Meca Empieza a tener seguidores: La Meca Emigración de los musulmanes: Abisinia Comienza el boicot de Banu Háshim Guerra Civil de Medina: Medina Acaba el boicot de Banu Háshim Convierte a tribus al islam: Medina Dirige Yathrib, la ciudad de Medina Predica contra el panteón de la Ka'aba: La Meca Habitantes de La Meca atacan a Mahoma Confederación de musulmanes y otros clanes Constitución de Medina Batalla de Badr (Quraysh): Badr Los musulmanes vencen contra Quraysh: La Meca Los habitantes de La Meca derrotan a Mahoma: Batalla de Uhud Expulsión de la tribu judía de Banu Nadir Ataca Dumat al-Jandal: Siria Fallido asedio de sus oponentes: Medina Batalla de la Trinchera Destrucción de Banu Qurayza Subyugación de Bani Kalb: Dumat al-Jandal Une al islam: Medina Tratado de Hudaybiyyah Los musulmanes acceden al santuario de La Meca Conquista del oasis judío: Jáibar Primera peregrinación hach Fracasa ataque a Bizancio: Mu'ta Ataque y toma de La Meca Batalla de Hunayn Asedio de al-Ta'if Conquista de La Meca Somete a las tribus de la península arábiga Ataque a los Gasánidas: Tabuk Peregrinación hach de despedida Fallece (8 de junio): Medina Rebelión de tribus a lo largo de Arabia Abu Bakr (califa) restablece el orden |

| c. 570 570 576 578 c. 583 c. 595 610 c. 610 c. 613 c. 614 c. 615 616 c. 618 619 c. 620 622 c. 622 622 c. 622 c. 623 624 c. 624 625 c. 625 626 c. 627 627 c. 627 c. 627 628 c. 628 628 629 630 c. 630 c. 630 630 c. 631 c. 632 632 c. 632 c. 632 | Posible nacimiento (20 de abril) en La Meca Fin de la antigua alta cultura del Sur de Arabia Fallido ataque abisinio sobre La Meca Muere su madre Muere su abuelo Comienza sus viajes comerciales: Siria Conoce a Jadiya, con quien se casa Según las fuentes "Recibe un mensaje": La Meca Se presenta como profeta del islam: La Meca Comienza a predicar: La Meca Empieza a tener seguidores: La Meca Emigración de los musulmanes: Abisinia Comienza el boicot de Banu Háshim Guerra Civil de Medina: Medina Acaba el boicot de Banu Háshim Convierte a tribus al islam: Medina Dirige Yathrib, la ciudad de Medina Predica contra el panteón de la Ka'aba: La Meca Habitantes de La Meca atacan a Mahoma Confederación de musulmanes y otros clanes Constitución de Medina Batalla de Badr (Quraysh): Badr Los musulmanes vencen contra Quraysh: La Meca Los habitantes de La Meca derrotan a Mahoma: Batalla de Uhud Expulsión de la tribu judía de Banu Nadir Ataca Dumat al-Jandal: Siria Fallido asedio de sus oponentes: Medina Batalla de la Trinchera Destrucción de Banu Qurayza Subyugación de Bani Kalb: Dumat al-Jandal Une al islam: Medina Tratado de Hudaybiyyah Los musulmanes acceden al santuario de La Meca Conquista del oasis judío: Jáibar Primera peregrinación hach Fracasa ataque a Bizancio: Mu'ta Ataque y toma de La Meca Batalla de Hunayn Asedio de al-Ta'if Conquista de La Meca Somete a las tribus de la península arábiga Ataque a los Gasánidas: Tabuk Peregrinación hach de despedida Fallece (8 de junio): Medina Rebelión de tribus a lo largo de Arabia Abu Bakr (califa) restablece el orden |